# Litanie dei santi

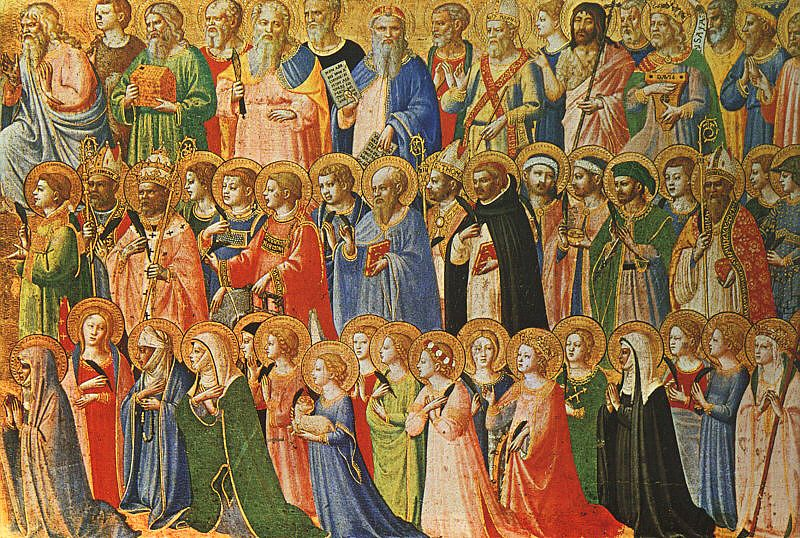
I seguaci di Cristo con i santi e i martiri (Fra Angelico)

Le Litanie dei santi (in latino: Litaniae Sanctorum) sono antichissime preghiere in forma litanica, che si fanno risalire, per quello che riguarda la Chiesa occidentale a papa Gregorio Magno nel 590 che ne stabilì il testo.
Nella chiesa orientale già all'epoca di San Gregorio Taumaturgo (270) e di San Basilio (379) le preghiere contenevano le invocazioni ai santi.
Alcuino introdusse le litanie dei santi nell'ufficio monastico.
Le litanie venivano recitate nei giorni delle feste solenni, ad esempio nelle ordinazioni presbiteriali od episcopali e nei pontificali della Basilica Vaticana dopo la morte del papa, nonché nelle processioni delle Rogazioni.
Una versione breve è recitata nel rito del Battesimo e del Matrimonio.

## Testo
Per il testo integrale delle Litanie dei Santi, vedi l'apposita voce nel Wikisource in latino.

## Elenco dei santi invocati secondo il rito romano riformato da Paolo VI
Santa Maria
Santa Madre di Dio
Santa Vergine delle vergini
Santi Michele, Gabriele e Raffaele
Santi angeli di Dio
Sant'Abramo
San Mosè
Sant'Elia
San Giovanni Battista
San Giuseppe
Santi patriarchi e profeti
Santi Pietro e Paolo
Sant'Andrea
Santi Giovanni e Giacomo
San Tommaso
Santi Filippo e Giacomo
San Bartolomeo
San Matteo
Santi Simone e Giuda
San Mattia
San Luca
San Marco
San Barnaba
Santi Apostoli ed evangelisti
Santa Maria Maddalena
Santi discepoli del Signore
Santo Stefano
Sant'Ignazio d'Antiochia
San Policarpo
San Giustino
San Lorenzo
San Cipriano
San Bonifacio
San Stanislao
San Tommaso Becket
Santi Giovanni Fisher e Tommaso Moro
San Paolo Miki
Santi Isacco Jogues e Giovanni de Brébeuf
San Pietro Chanel
San Carlo Lwanga
Sante Perpetua e Felicita
Sant'Agnese
Santa Maria Goretti
Santi martiri di Cristo
Santi Leone e Gregorio
Sant'Ambrogio
San Girolamo
Sant'Agostino
Sant'Atanasio
Santi Basilio e Gregorio Nazianzeno
San Giovanni Crisostomo
San Martino
San Patrizio
Santi Cirillo e Metodio
San Carlo Borromeo
San Francesco di Sales
San Pio X
Sant'Antonio
San Benedetto
San Bernardo
San Francesco
San Domenico
San Tommaso d'Aquino
Sant'Ignazio di Loyola
San Francesco Saverio
San Vincenzo de' Paoli
San Giovanni Maria Vianney
San Giovanni Bosco
Santa Caterina da Siena
Santa Teresa di Gesù
Santa Rosa da Lima
San Luigi
Santa Monica
Sant'Elisabetta d'Ungheria
Santi e sante di Dio

## Le Litanie dei santi secondo il rito ambrosiano
Queste litanie, tratte dalle preghiere per i defunti, vengono cantate durante le celebrazioni esequiali in rito ambrosiano e sostituiscono la preghiera dei fedeli.
Signore, abbi pietà Signore, abbi pietà
O Cristo, liberaci O Salvatore, liberaci
Santa Maria Intercedi per lui/lei
San Michele
San Giovanni
San Giuseppe
San Pietro
San Paolo
Sant'Andrea
Santo Stefano
San Protaso
San Gervaso
Santa Tecla
Sant'Agnese
(Nome del Santo proprio del defunto)
San Martino
San Galdino
San Carlo
Sant'Ambrogio
Santi tutti
Perdona, o Cristo, tutte le sue colpe Ascolta la nostra voce
Ricorda, o Cristo, il bene da lui/lei compiuto
Ricevilo/a, o Cristo, nella vita eterna
Conforta, o Cristo, i tuoi fratelli in pianto
Kyrie eleison Kyrie eleison
Kyrie eleison
Kyrie eleison